# Cartobaleno
Cartobaleno è una casa di produzione italiana di animazione. Fra i suoi più rilevanti lavori ci sono Le ricette di Arturo e Kiwi, The DaVincibles, The Qpiz, Libri Animati, I cartoni dello Zecchino d'Oro, Everybody Loves a Moose e ATCHOO! di cui è ideatrice e produttrice.

## Storia dell'azienda
L'azienda ha iniziato le sue attività nel 2001 a Scarperia. I primi anni si occupa di servizi di animazione collaborando con aziende italiane e specializzandosi nell'uso di nuove tecnologie come la tavoletta grafica Wacom e l'animazione Macromedia Flash. Nei primi anni, oltre a lavorare per alcune serie televisive come Libri animati prodotta da Rai Fiction, sviluppa in particolare il settore web, realizzando alcune web serie in collaborazione con Shockdom, My-Tv e Andrea Zingoni. Alcune di queste serie hanno notevole successo sul web e tra queste spicca sicuramente Gino il pollo. Successivamente lo studio si specializza nella preproduzione di serie tv: tra il 2006 e il 2012 lo studio realizza il character e background design per la serie The DaVincibles, di cui è anche coproduttore insieme a Zodiak Media Group, e per The Qpiz, nonché per la serie Tutti pazzi per Moose prodotta da Trion Picture e diretta da  Giuseppe Laganà. Cartobaleno partecipa inoltre alla pre-produzione di serie quali Winx Club e Huntik per Rainbow srl, Red Caps per Cartoon One e, nel 2020 lavora ai layout del lungometraggio Iqbal - Bambini senza paura per Gertie. Per quanto riguarda l'animazione di serie tv dal 2006 lavora a Le ricette di Arturo e Kiwi prodotta da T-Rex con l'autore Andrea Zingoni realizzando character design e animazione. Nel 2008 collabora alla realizzazione di 4 episodi di Pipì Pupù e Rosmarina per la regia di Enzo D'Alò. Nel 2011 lavora alle animazioni di Dixiland, sempre per Zingoni. Dal 2010 L'azienda ha inoltre sviluppato un settore dedicato all'illustrazione, realizzando libri illustrati per bambini in collaborazione con importanti case editrici italiane, tra cui Edizioni EL, Editrice il Castoro, Giunti Progetti Educativi, Fabbri, ma anche con case editrici statunitensi come  Penguin Random House per cui ha realizzato numerosi titoli ispirati a celebri property di Nickelodeon quali Shimmer&Shine, Wally Kazaam, Butter Bean cafè e Rusty Rivets.
Nel 2016 Cartobaleno coproduce con Studio Campedelli e l'indiana Cosmos Maya la sua prima serie televisiva dal titolo Atchoo! di cui è anche ideatrice. La serie, trasmessa su Rai Gulp e disponibile su RaiPlay, è stata confermata per una seconda stagione prodotta sempre con Studio Campedelli ma stavolta con l'indiana Digitoonz. Dal 2006 al 2024 lo studio realizza  dieci corti d'animazione per le canzoni de Zecchino d'Oro tra cui il reboot della celebre 44 Gatti. Dal 2020 Cartobaleno diventa srl e si struttura come casa di produzione cinematografica puntando alla produzione e realizzazione di property originali senza però smettere di collaborare con altre realtà italiane come service.

## Team
- David Berrettini - Socio fondatore, direttore dell'animazione
- Andrea Castellani - Socio fondatore, managing, direttore dei background
- Elena Castellani - Socio fondatore, direttore creativo
- Mattia Francesco Laviosa - Socio fondatore, direttore artistico

## Filmografia

### Serie televisive
- A Book a Day (2002)
- Mythos (2003)
- Libri animati (2005)
- Le ricette di Arturo e Kiwi 1ª serie (2006)
- Domenica Gin  (2007)
- Le ricette di Arturo e Kiwi 2ª serie (2008)
- Stone Age (2008)
- Red Caps (2008)
- Huntik - Secrets & Seekers (2008)
- Winx Club (2008)
- Le ricette di Arturo e Kiwi 3ª serie (2008)
- Le ricette di Arturo e Kiwi 4ª serie (2009)
- The DaVincibles (2009-2010)
- The Qpiz (2010)
- Dixiland (2010/2011)
- Tutti pazzi per Moose (2012-2013)
- Winx Club serie 5 (2011)
- Winx Club serie 6 (2013)
- Winx Club serie 7 (2014)
- World of Winx (2016)
- Atchoo![1] (2017)
- Winx Club serie 8 (2019)
- One Love Musical Shorts (2020)
- Atchoo! - stagione 2 (2021)

## Collaborazioni
Cartobaleno ha collaborato a produzioni audiovisive con molti grandi gruppi italiani e internazionali, tra cui Marcenaro srl, Stranemani, My-Tv, Shockdom, T-Rex, Zodiak Media Group, Giunti Progetti Educativi, Rainbow, Studio Campedelli, Mondadori, Movimenti Production e DogHead Animation.